# Oblast Šumen
Oblast Šumen (bugarski Област Шумен) nalazi se u sjeveroistočnoj Bugarskoj. U oblasti živi 	205.198 stanovnika, dok je prosječna gustoća naseljenosti 61 stan./km². Najveći grad i administrativno središte oblasti je grad Šumen sa 110.306 stanovnika.
- Oblast Šumen sastoji se od deset općina:

- 1. Šumen

- 2. Kaolinovo

- 3. Kaspičan

- 4. Hitrino

- 5. Nikola Kozlevo

- 6. Novi Pazar

- 7. Smjadovo

- 8. Vrbica

- 9. Veliki Preslav

- 10. Venec

- Gradovi u Oblasti Šumen

| Grad           | Bugarski naziv | Stanovnika (2004/2005) |
| -------------- | -------------- | ---------------------- |
| Kaolinovo      | Каолиново      | 3.043                  |
| Kaspičan       | Каспичан       | 4.019                  |
| Novi Pazar     | Нови пазар     | 16.515                 |
| Pliska         | Плиска         | 1.123                  |
| Šumen          | Шумен          | 110.306                |
| Smjadovo       | Смядово        | 4.459                  |
| Vrbica         | Върбица        | 4.144                  |
| Veliki Preslav | Велики Преслав | 10.064                 |

Većinsko stanovništvo oblasti su Bugari kojih ima 123.084, zatim Turci kojih ima 59.551 i Romi kojih ima 16.457 .

## Vanjske poveznice
- Službena stranica oblasti